# Đất rừng tự nhiên ở Ba Lan
Đất rừng tự nhiên - một đơn vị phân chia vùng của một quốc gia được sử dụng trong lâm nghiệp. Đây là những khu vực có điều kiện địa văn mà một loại môi trường rừng cụ thể phát triển tốt nhất.
Để tạo điều kiện quản lý rừng và đặc biệt là nhân giống rừng dựa trên nền tảng tự nhiên, cần phải chia quốc gia thành các đơn vị tự nhiên và rừng, bên cạnh đó, cần xây dựng các quy tắc chi tiết để lên kế hoạch và sử dụng các kỹ thuật nhân giống. Do sự đa dạng của Ba Lan về điều kiện địa văn, khí hậu, địa hình, tám khu vực có điều kiện tự nhiên khác nhau cơ bản đã được xác định.
Theo cách phân chia này, đất rừng tự nhiên là một đơn vị bao phủ khu vực có điều kiện địa văn tương tự về loại khí hậu, có chung các loài cây rừng chính. Ranh giới của các khu vực rừng tự nhiên trùng khớp với ranh giới của các vùng đất địa lý, khí hậu và giới hạn tự nhiên của cây rừng.
Đất tự nhiên và rừng là một đơn vị diện tích lớn có sự khác biệt về môi trường, đất đai và khí hậu. Những khác biệt này giải thích cho việc phân chia đất thành các đơn vị nhỏ hơn gọi là tiểu vùng tự nhiên và rừng. Việc phân chia thành đất tự nhiên và rừng của Ba Lan cho phép thiết lập khuôn khổ cho quy hoạch sản xuất lâm nghiệp, mà không tính đến độ phì nhiêu của môi trường sống trong rừng. Do đó, nó tạo cơ sở cho việc lập danh sách thành phần loài của rừng. Việc xác định loại môi trường sống của rừng chủ yếu dựa vào kiến thức về độ phì nhiêu và độ ẩm của đất. Đất là yếu tố thường xuyên và đáng tin cậy nhất quyết định loại sinh cảnh rừng.

## Phân chia
ở Ba Lan, tám khu vực rừng tự nhiên đã được phân biệt cho mục đích lâm nghiệp, bao gồm 59 tiểu vùng tự nhiên và rừng

### Biển Baltic
Vùng Baltic được chia thành 9 tiểu vùng tự nhiên và rừng:
- 1. Vùng biển Baltic
- 2. Quận vành đai Nadiorski
- 3. Quận vùng thấp Szczecin
- 4. Quận Koszalińska
- 5. Quận của bờ biển Kashubian
- 6. Quận hồ Kartuzy
- 7. Quận Żuławy Wiślane
- 8. Quận hồ Kociewskie
- 9. Quận Drawsko- Quận Myziaborskie

### Vùng Mazury-Podlasie
Vùng Mazury-Podlasie được chia thành 6 tiểu vùng tự nhiên và rừng:
- 1. Quận Elbląg -Warmińska
- 2. Quận của hồ Masurian
- 3. Quận đồng bằng Mazurian
- 4.  Quận Suwałki - Augustów
- 5.  Quận vùng cao Bielsko -Bialostocka
- 6. Quận Puszczy Bialowieza

### Vùng Wielkopolska-Pomeranian
Vùng Wielkopolska-Pomeranian được chia thành 8 tiểu vùng tự nhiên và rừng:
- 1. Quận Bory Tucholskich
- 2. Quận Pojezierze Krajeńskie
- 3. Quận Pojezierza Dobrzyńsko-Chełmińskiego
- 4. Quận Brzeg Nadnoteckie
- 5. Quận Nakielsko -Włocławska
- 6. Quận hồ Lubusz
- 7. Quận Niziny Wielkopolsko-Kujawskiej
- 8. Quận Krotoszyn

### V Mazowiecko-Podlaska
Vùng Masovian-Podlasie được chia thành 7 tiểu vùng tự nhiên và rừng:
- 1. Quận đồng bằng Kurpiowska
- 2.  Quận Nizina Mazowiecko -Podlaska
- 3. Quận Wysoczyzna Kalisko - Lodz
- 4. Khu vực vùng cao Rawska
- 5. Quận Wysoczyzna Siedlecko -Łukowska
- 6. Quận Polesie Lubelskie
- 7. Quận miền đông sông

### Vùng đất của Silesia
Vùng Silesia được chia thành 6 tiểu vùng tự nhiên và rừng:
- 1. Quận đồng bằng Hạ Silesia
- 2. Quận Dolnośląskie Hills
- 3. Quận Przinggórze Sudeckie
- 4. Quận của lưu vực Opole
- 5. Quận Górnośląskiego Okręgu Przemysłowego
- 6. Quận Kędzierzyńsko - Rybnicka

### Vùng đất Małopolska
Vùng Małopolska được chia thành 14 tiểu vùng tự nhiên và rừng:
- 1. Quận Tracy của Sieradz
- 2. Quận Piotrkowsko - Opoczyńska Vùng cao
- 3. Quận Radomsko - Iłżecka
- 4. Quận của Kraków-Wieluń Jura
- 5. Quận  Lưu vực Nidziańska
- 6. Quận  núi Świętokrzyskie
- 7.Quận vùng cao Miechowsko - Sandomierska
- 8. Quận vùng cao West-Pomeranian
- 9. Quận Sandomierz
- 10. Quận đồng bằng Biłgoraj
- 11. Quận Roztocze
- 12. Quận của Khu công nghiệp Krakow
- 13. Quận Niepołomice - Cao nguyên Kolbuszowa
- 14. Quận cao nguyên Lubaczów

### Vùng đất Sudecka
do diện tích nhỏ của Sudetenland, nó không được chia thành các quận.

### Kraina Karpacka
Vùng Carpathian được chia thành 8 tiểu vùng tự nhiên và rừng:
- 1. Quận Beskids Silesian
- 2. Quận Beskid vừa và nhỏ
- 3. Phân khu chân đồi Carpathian
- 4. Quận Beskid Wysokie
- 5. Quận Beskid Sądecki và Gorce
- 6. Quận Beskidu Niskiego
- 7. Quận Bieszczady
- 8. Quận Tatras